# CRD 리볼루
클루브 헤크레아티부 데스포르티부 두 리볼루(Clube Recreativo Desportivo do Libolo)는 헤크레아티부 두 리볼루 또는 CRD 리볼루로 잘 알려진 앙골라의 축구팀이다. 이 구단은 앙골라의 도시 리볼루를 연고지로 하고 있으며 현재 앙골라 최상위 리그 지라볼라에 소속되어 있다. 2014 시즌 지라볼라에서 우승을 할 만큼 앙골라의 막강한 축구팀이다.

## 지라볼라에서의 성적
| 2008 | 2009 | 2010 | 2011 | 2012 | 2013 | 2014 | 2015 |
|      |      |      | 2011 | 2012 |      | 2014 |      |
|      | 2009 |      |      |      |      |      |      |
| 2008 |      |      |      |      |      |      |      |
|      |      |      |      |      |      |      |      |
|      |      |      |      |      |      |      |      |
|      |      | 6    |      |      |      |      |      |
|      |      |      |      |      |      |      |      |
|      |      |      |      |      | 8    |      |      |

## 선수 명단

### 현역
- 차라(2017 ~ )

## 같이 보기
- 지라볼라